# 11537 Guericke
11537 Guericke (1992 HY6) là một tiểu hành tinh vành đai chính được phát hiện ngày 29 tháng 4 năm 1992 bởi F. Borngen ở Tautenburg.